# Upplands runinskrifter 1161
Upplands runinskrifter 1161, även kallad Altunastenen, är en bild- och runsten som står utanför Altuna kyrka i Altuna socken i Simtuna härad, nu i Enköpings kommun i Uppland.
Altunastenen är rikt illustrerad med mytologiska bilder. Inskriften förmedlar ett tragiskt budskap om en brand, kanske ett mord.

## Upptäckt och allmän karakteristik
Stenen återfanns av hembygdsforskaren Karl Alexis Karlinder 1918. Den var då överkalkad och inmurad i stenfoten till ett gravkapell i Altuna kyrka. Karlinder såg till att stenen frilades och placerade den på sin nuvarande plats utanför kyrkan. Materialet är granit. Stenen är 2,42 meter hög; framsidan är 0,60 meter bred, och båda smalsidorna är 0,31 meter breda nedtill. 
Stenens topp har slagits av, varvid delar de tre ristningsytorna har skadats. På högra smalsidan har övre delen av ristningsytan har skalats av, varvid upptill såväl runor som ornament ha gått förlorade. Framsidans och vänstra smalsidans inhuggningar är slitna. Vänstra smalsidans inhuggningar med den mest anmärkningsvärda bilden är mycket grunda.
Stenens upphovsmän Balle och Livsten är välkända runmästare som efterlämnat många inskrifter i Uppland.

## Bilder
Trots den dramatiska inskriptionen och vackra ristningen på framsidan är stenen mest känd för sin tydliga bild av Tors fiskafänge. Bilden överensstämmer med Snorre Sturlassons skildring i Eddan. Enligt Snorre betade Tor med huvudet från en oxe som tillhörde jätten Hyme eller Hymer, och Midgårdsormen tog betet. Kampen var så hård att Tors fötter gick rakt igenom båtens botten. Hymer (Hyme) (som inte finns på bilden) kapade enligt Snorre reven med Midgårdsormen, och Tor undkom oskadd.
Andra bilder på stenen är nu obegripliga, eftersom berättelserna eller händelserna de avbildar är glömda.
En skillnad mellan Snorres berättelse och Alundastenen är att bara ett av Tors ben går igenom botten på båten. Alundastenens version finns på en annan östnordisk bildsten, Hørdumstenen.

Det finns även några fristående bilder på stenen, bland annat av en ryttare och en rovfågel.
| ”                 | Det är helt uppenbart att det föreställer en rovfågel som slår ett byte. Om rovfågeln varit dresserad kan dock inte sägas. Något säkert belägg för jaktformens förekomst utgör inte detta runstensmotiv. | „ |
| – Maria Vretemark | |   |

## Inskriften
Translitterering av runraden:
§A uifasþtr + fulkahþr + kuþar + litu + resa + sþten + yþti + sen + faþur + ulfasþ + arfast
§BP beþi + feþrkag + burnu + e(n) ...(ʀ) + bali + fresþen + liþ + lifsþen... ... 
§BQ beþi + feþrkag + burnu + e(n) ... + bali + fresþen + liþ + lifsþen
Normalisering till runsvenska:
§A Vifastr, Folkaðr, Guðvarr(?) letu ræisa stæin æftiʀ sinn faður Holmfast, Arnfast.
§BP Baðiʀ fæðrgaʀ brunnu, en [þæi]ʀ Balli, Frøystæinn, lið Lifstæin[s ristu]. 
§BQ Baðiʀ fæðrgaʀ brunnu, en [þæiʀ] Balli, Frøystæinn, lið Lifstæinn.
Direktöversättning:
Vifast, Folkad, kuþar? läto resa sten efter sin fader Holmfast, Arnfast.
Båder fädgar brunno, än där Balle, Frösten, led Livsten..
Översättning till nusvenska:
Vifast, Folkad, kuþar läto resa stenen efter sin fader Holmfast (och efter sin broder) Arnfast.
Far och son blevo båda innebrända. Och Balle och Frösten, Livstens led (Livstens följeslagare), (ristade).
Läsning §P kommer från Magnus Källström, läsning §Q från Per Stille. Stycket yþti (ᛦᚦᛏᛁ), ursprungligen utläst ʀþti, har ändrats till det medeltida uttalet för runan ᛦ [yr] (/ʀ → y/) som torde börjat uppträda kring 1000‑talet.

## Tolkning
Inskriften är delvis svårtolkad, delvis beroende på stavningen. I orden uifasþtr, sþten, yþti, ulfasþ. fresþen och lifsþen används runan þ på oväntade sätt, och h i fulkahþr och g i feþrkag är svåra att nöjaktigt förklara. Namnet kuþar är icke tolkat; möjligen är det en felhuggning för kunar, Gunnar.
Ordet feþrkag, fæðrgaʀ (far och son) är ett substantiv plurale tantum avlett av en adjektivbildning på ‑ig till ”fader”. Det återlånades in i svenskan från isländskan av Georg Stiernhielm (1598–1672) som fädgar (förfäder) men har inte överlevt i nysvenskan.
Ordet burnu betyder säkert ”brunno inne” (brann inne i pluralis), trots omkastningen av runor, genom olycka eller mord. Minnesmärket efter innebrunna är unikt bland runinskrifter.
Unikt är också, att en runmästare uppges ha följeslagare, liþ (led).